# Яковлєв Семен Олексійович
Семе́н Олексі́йович Я́ковлєв (рос. Семён Алексеевич Яковлев; * 3 серпня 1909, село Підбереззя, тепер Сичовського району Смоленської області, Росія — † 17 березня 1997, Київ) — український історик, архівіст, археограф.

## Життєпис
Походив з багатодітної селянської сім'ї. Після закінчення Таганрозького педагогічного технікуму (липень 1930) учителював у сільських школах Півдня України (1930—1932).
У 1936 році закінчив Московський державний історико-архівний інститут. Доктор історичних наук (1971), професор (1970).
З серпня 1936 p. працював у Центральному архівному управлінні УРСР (науковим співробітником-інспектором, старшим науковим співробітником, секретарем експертно-перевірної комісіяї, завідувачем відділу Центральних і місцевих архівних установ, начальником 1-го відділення архівного відділу НКВС УРСР). У жовтні 1940 p. зарахований до аспірантури при Центральному архіві давніх актів НКВС УРСР.
З початком війни був мобілізований до Червоної Армії. З 1942 р. — завідувач таємного діловодства санітарного відділу 4-ї гвардійської армії 3-го Українського фронту.
У 1945—1950 pp. — старший науковий співробітник Інституту історії партії ЦК КПУ (з січня 1948 р. по березень 1949 р. виконував обов'язки заступника директора Інституту з партархівів).
У 1949 р. захистив кандидатську дисертацію за темою «Харківська нелегальна організація РСДРП у період піднесення революційного руху 1912—1914 pp.»
З вересня 1950 р. й до виходу на пенсію (1981) працював на кафедрі архівознавства і спеціальних історичних дисциплін Київського державного університету ім. Т. Г. Шевченка старшим викладачем, доцентом (1956), професором
(1970). Викладав спецкурси «Архівознавство», «Історія архівних установ України», «Археографія» та ін.
Автор праць з української археографії. Співупорядник збірників документів і матеріалів «История ордена Ленина завода „Ленинская кузница“: 1862—1962» (1967), «Киевский университет: 1834—1984» (1984).

## Нагороди
- орден Вітчизняної війни І ступеня
- медалі.

## Праці
- Документальні публікації про великий історичний акт возз'єднання України з Росією: 1648—1654 // Наук. зап. Київ. держ. ун-ту: Зб. іст. факультету. — 1954. — № 4
- Огляд документальних публікацій про підготовку і проведення Великої Жовтневої соціалістичної революції на Україні // Там само. — 1957. — № 10
- Подготовка историков-архивистов в Киевском госуниверситете // Вопросы архивоведения. — 1962. — № 3
- Українська радянська археографія. — К., 1965. — 174 с.